# スペンサー・コンプトン (第7代ノーザンプトン侯爵)
第7代ノーザンプトン侯爵スペンサー・ダグラス・デイヴィッド・コンプトン（英語: Spencer Douglas David Compton, 7th Marquess of Northampton、1946年4月2日 - ）は、イギリスの貴族。

## 経歴
1946年4月2日に第6代ノーザンプトン侯爵ウィリアム・コンプトンとその妻ヴァージニア（旧姓ヒートン）の間の長男として生まれる。
イートン校を卒業。
1978年1月30日の父の死去で第7代ノーザンプトン侯爵位を継承し、貴族院議員に列した。ブレア政権による貴族院改革があった1999年11月11日まで務めた。
1995年から2001年までフリーメイソンのイングランド・連合グランドロッジのグランドマスター補佐(Assistant Grand Master)を務め、ついで2001年から2009年までグランドマスターのケント公エドワードの代理(Pro Grand Master)を務めた。

## 栄典

### 爵位
- 第7代ノーザンプトン侯爵 (7th Marquess of Northampton)
(1812年9月7日創設連合王国貴族)
- 第15代ノーザンプトン伯爵 (15th Earl of Northampton)
(1618年8月2日創設イングランド貴族爵位)
- 第7代コンプトン伯爵 (7th Earl Compton)
(1812年9月7日創設連合貴族爵位)
- 第7代サセックス州におけるウィルミントンのウィルミントン男爵（英語版） (th Baron Wilmington, of Wilmington in the County of Sussex)
(1812年9月7日創設連合貴族爵位)[2]

## 家族
2015年現在までに6回結婚をしている。
1967年にヘンリエッタ・ベンティンクと最初の結婚をし、彼女との間に以下の2子を儲けたが、1973年に離婚した。
- 第1子(長女)ラーラ・カトリーナ・コンプトン (1968-)
- 第2子(長男)ダニエル・ビンガム・コンプトン (1973-)

1974年にアネット・スモールウッドと二度目の結婚をしたが、子供のないまま1977年に離婚した。
1977年にローズマリー・ハンコックと三度目の結婚をし、彼女との間に以下の1子を儲けるが、1983年に離婚した。
- 第3子(次女)エミリー・ローズ・コンプトン (1980-)

1983年にエレン・エアハルトと四度目の結婚をし、彼女との間に以下の1子を儲けたが、1988年に離婚した。
- 第4子(三女)ルイーザ・セシリア・コンプトン (1985-)

1990年にパメラ・ヘイワースと五度目の結婚をしたが、子供のないまま2013年に離婚した。
2013年にトレーシー・グッドマンと6度目の結婚をし、現在に至っている。